# برايان كندريك
برايان كندريك (بالإنجليزية: Brian Kendrick)‏ هو مصارع محترف أمريكي، ولد في 29 مايو 1979 في فيرفاكس في الولايات المتحدة.

## وصلات خارجية
- برايان كندريك على موقع دبليو دبليو إي (الإنجليزية)
- برايان كندريك على موقع CageMatch worker (الإنجليزية)
- برايان كندريك على موقع عالم المصارعة على الإنترنت (الإنجليزية)
- برايان كندريك على موقع عالم المصارعة على الإنترنت (الإنجليزية)

- برايان كندريك على موقع IMDb (الإنجليزية)
- برايان كندريك على موقع قاعدة بيانات الفيلم (الإنجليزية)